# Барабаниада
«Барабаниада» (фр. La Grande Tambouriade) — фильм режиссёра Сергея Овчарова совместного российско-французского производства 1993 года. Трагикомическая фантазия о странствии барабанщика и его барабана по постсоветскому пространству после распада СССР.
Фильм стал не первым обращением режиссёра к теме человека с барабаном: в 1980 году Овчаров снял короткометражный фильм «Барабаниада», в котором сам исполнил главную роль. Как отмечает киновед И. Васильева, «дипломная “Барабаниада”, таинственно разлетевшаяся в клочки прямо во время защиты, словно в отместку за неурочную гибель, двадцать лет не давала покоя своему создателю» и «только в 1993 году из странного барабанного помешательства вырос смешной и лирический фильм-притча о человеке и его призвании — кресте, благословении, средстве к существованию и помехе для него».

## Сюжет
Однажды зимой барабанщику, играющему в ансамбле на похоронах, призрак одного из умерших преподносит в дар большой барабан «Страдивари». Со временем барабан начинает вести себя как самостоятельное существо, и барабанщик уже не может расстаться с ним. Из-за ночной игры на барабане он вынужден покинуть общежитие, где он проживал, и отправиться в странствие.
Перейдя несколько границ новообразовавшихся постсоветских государств, барабанщик после общения с таможенниками остаётся без имущества, за исключением барабана. Заметив, что в переходе метро многим подают милостыню, он тоже становится там с барабаном, однако все заработанные деньги отбирают молодые люди в спортивных костюмах, а когда они устраивают перестрелку, остаток берёт милиционер. Барабанщик идёт в столовую, хотя у него нет денег; официантка по ошибке накрывает барабан скатертью, как стол, в результате чего барабанщику перепадает еда с чужих тарелок. На улице он замечает пирог, при помощи которого его заманивает домой молодая женщина, которая кормит барабанщика и оставляет его у себя, а барабану стелит коврик у двери.
На следующий день барабанщик пытается сочинять музыку, но его приземлённая подруга погружена в быт и устраивает в барабане стиральную машину. Он сбегает от неё и селится на огромной свалке, где живёт компания бомжей. Живёт он прямо в барабане. Время от времени на свалке происходят облавы милиции, а однажды в сопровождении официальных лиц приезжает делегация французских бомжей. Бомжи двух стран обмениваются опытом, сидят за праздничным столом и дарят друг другу подарки. Барабанщик играет на своём барабане, а его французский коллега-негр подыгрывает ему. На прощание негр предлагает барабанщику посетить его.
Вскоре барабанщику оформляют загранпаспорт, и он улетает за рубеж. Возвращается он с большим грузом покупок, однако его обворовывают прямо в аэропорту. Он снова оказывается бездомным и ночует зимой на улице. В порыве гнева он разламывает барабан на мелкие кусочки.
Фильм заканчивается стилизованной под документальную кинохронику сценой, рассказывающей о том, как из шкуры динозавра древние люди изготовили первые барабаны.

## В ролях
- Александр Половцев — барабанщик
- Андрей Ургант — дирижёр похоронного оркестра
- Семеновский Виктор
- С. Жаров
- Б. Запрягаев
- Ю. Костыгин
- Юлиан Макаров
- Владимир Маслов
- Кира Крейлис-Петрова — предводительница древнего племени
- Сергей Селин
- Людмила Аржанникова
- Н. Хабаров
- Е. Барков
- Виктор Гоголев — призрак
- Н. Жарикова
- В. Ермилов

## Съёмочная группа
- Режиссёр — Сергей Овчаров
- Сценарий — Сергей Овчаров
- Оператор — Александр Устинов
- Художник постановщик — Евгений Гуков, Виктор Иванов
- Используемая музыка — Глинка, Бетховен, Моцарт, Малер, Мусоргский, Валерий Гаврилин, Минкус, Россини, Верди, Римский-Корсаков
- Монтаж
- Продюсеры

## Награды
- 1993 — Специальный серебряный Георгий на 18-м МКФ в Москве.
- 1993 — Кинотавр — приз за авторское кино
- 1993 — Приз киноклубов в Сочи.
- 1993 — Приз кинокритиков России на 1-м Открытом российском кинофестивале в Сочи.
- 1993 — Приз кинопрессы лучшему режиссёру года С. Овчарову.
- 1993 — Гран-при «Золотой орёл» на МКФ в Грузии.
- 1993 — Приз «Золотой витязь» за лучшую режиссуру на II МКФ «Золотой Витязь» в Нови-Сад (Югославия).
- 1993 — Приз «Золотой овен» режиссёру 1993 года С.Овчарову на Втором российском кинофестивале.
- 1994 — Приз «Хрустальный кристалл» на МКФ «Арсенал» в Риге (Латвия).
- 1993 — Профессиональные премии к/ст. «Ленфильм» 1992 года им. Г. Козинцева и им. А. Пиотровского режиссёру и сценаристу С. Овчарову.
- 1993 — Приз «За творческий поиск в киноискусстве» С. Овчарову на 1-м МКФ «Фестиваль фестивалей» в Санкт-Петербурге.